# Écluse de Keynsham
L’écluse de Keynsham est située sur la rivière Avon à Keynsham, en Angleterre.
L’écluse a été mise en service en 1727.
Juste en amont de l’écluse se trouvent quelques mouillages pour les visiteurs ainsi qu’un pub, sur une île entre l'écluse et le seuil. Le seuil latéral de l'île est aussi l'embouchure de la rivière Chew.